# Jozef Petrík
Jozef Petrík (19. prosince 1937 – 17. ledna 2007) byl slovenský fotbalista.

## Fotbalová kariéra
V československé lize hrál za Jednotu Trenčín. Gól v lize nedal. Základní vojenskou službu absolvoval v dresu Dukly Hraničář / Dukly Cheb a zahrál si 2.československou fotbalovou ligu.

## Ligová bilance
| Ročník                                    | Zápasy | Góly | Klub                |
| ----------------------------------------- | ------ | ---- | ------------------- |
| 1. československá fotbalová liga 1968/69  | 5      | 0    | Jednota Trenčín     |
| 1. československá fotbalová liga 1969/70  | 1      | 0    | Jednota Trenčín     |
| 1. československá fotbalová liga 1971/72  | -      | 0    | Jednota Trenčín     |
| CELKEM 1. liga                            | -      | 0    |                     |
| 2.československá fotbalová liga 1966/1967 |        |      | Dukla Hraničář Cheb |
| 2.československá fotbalová liga 1967/1968 |        |      | Dukla Cheb          |